# Ферън
Ферън (на английски: Ferron) е град в окръг Емъри, щата Юта, САЩ. Ферън е с население от 1623 жители (2000) и обща площ от 5,8 km². Намира се на 1820 m надморска височина. ЗИП кодът му е 84523, а телефонният му код е 435.